# 永岡書店
株式会社永岡書店（ながおかしょてん）は、東京都練馬区に本社を置く日本の出版社。

## 概要
児童書を中心として、料理、スポーツ、健康書、文庫、家計簿などの実用系書籍を主に取り扱っている。
流通は基本的に書店への直卸であり、既存の取次へは返品なしの買取条件でのみ卸している。玩具メーカーであるハナヤマから「キャストパズル」の販売を受託し、書店へ卸したところ大反響を呼ぶなど、独創的な販売方法が注目されている。